# Joachim Ehrenpreus
Joachim Ehrenpreus (före adlandet Preuss), född 4 november 1667 i Stockholm, död 12 februari 1741 i Höberg, Norra Vånga socken, var en svensk industriman. Han var son till Hans Ehrenpreus och far till Fredrik Ehrenpreus.

## Biografi
Joachim Ehrenpreus föddes 1667 i Stockholm. Han var son till Hans Ehrenpreus och Sara Simons. Ehrenpreus blev student vid Uppsala universitet 22 juli 1676. Genom faderns inflytande hos Karl XI blev han redan 1691 faktor för Norrtälje gevärsfaktori, men fick genom sin ungdom och oerfarenhet fadern som inspektör av skötseln. År 1695 förflyttades han efter att ha lärt sig skötseln till Jönköping som faktor över Jönköpings gevärsfaktori där. Verksamheten hade då redan 1689–1695 delvis överflyttats till Husqvarna. Joachim Ehrenpreus fullbordade nu anläggningarna här och lät även uppföra arbetarbostäder och faktorsbostad i Husqvarna. Under Stora nordiska kriget fick verksamheten ett kraftigt uppsving, och Husqvarna gevärsfaktori blev det överlägset mest betydelsefulla. 1715 utsågs Ehrenpreus till överdirektör över alla gevärsfaktorierna i Sverige. 
Inflationen i samband med präglingen av Karl XII:s nödmynt och att Ehrenpreus dessförinnan tvingats skriva på ett kontrakt där han ålade sig att leverera gevär med tillhörande bajonett för 6 3/4 daler styck ledde till stora förluster på gevärstillverkningen. Även efter Karl XII:s död tvingades han att fortsätta upprätthålla kontraktet trots att järn- och stålpriserna mer än fördubblats. 1731 lyckades han förhandla fram ett bättre pris på den nya gevärsmodell som då skulle levereras. Ehrenpreus drabbades dock av sjukdom och 1732 överlät han bruket och all sin egendom på sin svärson Jöns Wetterberg. När slutlikviden på hans affärer var färdigställd 1733 visade det sig att han var skyldig staten 26 500 daler silvermynt. Ehrenpreus begärde nu att hans skulder till kronan skulle avskrivas då han var utfattig. Han valde att flytta till Höberg i Norra Vånga som tillhörde hans andra hustru. Svärsonen Jöns Wetterberg avled dock redan 1735 med stora skulder och även Ehrenpreus tvingades nu att gå i personlig konkurs. Jochim Ehrenpreus skulder och fordringar hos arbetarna vid Husqvarna överläts genom en överenskommelse på sonen Nils Ehrenpreus, men även han avled före fadern 1738. Husqvarna gevärsfaktori överläts nu i stället på yngste sonen Fredrik Ehrenpreus.

### Familj
Ehrenpreus som gifte sig första gången 28 december 1693 med Anna Hilletan (död 1721). Hon var dotter till överkommissarien Gabriel Hilletan och Elsa Rolufsdotter. De fick tillsammans barnen Sara Brita Ehrenpreus /1694–1723) som var gift med assessorn Nils Bildensköld, Johan Gabriel Ehrenpreus (1695–1696), överdirektören Nils Ehrenpreus (1697–1738), Carl Ehrenpreus (1698–1699), Sigrid Catharina Ehrenpreus (1699–1757) som var gift med tullförvaltaren Anders Göthenstierna, Elsa Elisabet Ehrenpreus (1700–1710), handlanden Joakim Fredrik Ehrenpreus (1702–1768) i Jönköping, Hans Ehrenpreus (1703–1706), kammarskriovaren Carl Ehrenpreus (1705–1733) i Kammarkollegium, Anna Christina Ehrenpreus (1706–1787) som var gift med ryttmästaren Axel Gyllengahm, Agneta Ehrenpreus (1707–1772) som var gift med brukspatronen Salomon Linroth, Eva Ehrenpreus (1710–1735) som var gift med tullinspektoren Nils Ulmgren, Christina Maria Ehrenpreus (1712–1755) som var gift med faktorn Jöns Wetterberg i Huskvarna och överdirektören Fredrik Ehrenpreus (1714–1794).
Ehrenpreus gifte sig andra gången 1 oktober 1723 med Christina Kafle (1683–1740). Hon var dotter till kornetten Axel Kafle och Lisabet Hierta.